# Jack Shephard
(Messaggio tatuato da Achara a Jack, 3x09)
Jack Shephard è un personaggio della serie televisiva Lost, interpretato da Matthew Fox. Ex medico a Los Angeles specializzato in neurochirurgia, ha trascorso una vita caratterizzata da un forte contrasto con il proprio padre. Ossessionato dall'aiutare le persone e dal rimettere tutte le cose al proprio posto, diventa in breve tempo il leader dei sopravvissuti della sezione centrale del volo 815 sull'isola.

## Biografia

### Prima dello schianto
Jack Shephard nacque in una famiglia dalla solida posizione sociale. Presto decise di voler seguire le orme del padre Christian, scegliendo di studiare medicina alla Columbia University per poi intraprendere la carriera di chirurgo spinale nello stesso ospedale del padre. Nel corso di un'operazione, mentre sotto i ferri si trovava una ragazza, Jack recise accidentalmente la sacca durale; vedendolo in preda al panico il padre, al suo fianco in sala operatoria, lo invitò a contare fino a cinque e proseguire ricucendo il danno. Al termine dell'operazione, Jack si arrabbiò col padre per averlo imbarazzato durante l'intervento e rimasto solo ricevette uno snack da Jacob. Successivamente, Jack operò Sarah, una donna coinvolta in un incidente d'auto con Adam Rutherford, il padre di Shannon. Conversando con Sarah prima dell'operazione, egli le giurò che malgrado le probabilità di rimanere paraplegica fossero elevate lui l'avrebbe guarita. Dopo l'operazione, Jack andò a correre sulle gradinate di uno stadio per scaricare la tensione, ed è qui che incontrò Desmond Hume per la prima volta. Tornato in ospedale, Jack fu estremamente sorpreso del fatto che Sarah riuscisse a muovere le dita dei piedi. Dopo la guarigione, i due si sposarono un 15 agosto.
Mesi dopo, quando il suo matrimonio iniziò a vacillare, lui e suo padre vennero avvicinati da un italiano a cui era stato diagnosticato un tumore inoperabile che chiese di essere operato da Jack. Jack accettò a malincuore, ma non fu capace di salvare l'uomo che morì di arresto cardiaco durante l'operazione. Jack consolò nel parcheggio la figlia distrutta dell'uomo, e i due si baciarono. In preda ai rimorsi Jack tornò a casa e confessò a Sarah l'accaduto scusandosi, ma quest'ultima di rimando ammise a sua volta di averlo tradito e lo lasciò quella notte. Incapace di sopportare questa perdita, Jack rifiutò di cooperare durante le procedure di divorzio, chiedendo di sapere l'identità dell'uomo che sta frequentando. All'ennesimo rifiuto di Sarah di svelare l'identità dell'uomo Jack le prese furtivamente il cellulare e chiamò tutti i numeri in rubrica, scoprendo che una delle ultime chiamate era al numero di suo padre. Così Jack seguì il padre all'incontro degli Alcolisti Anonimi, dove lo aggredì e viene arrestato. All'uscita della prigione Sarah, che lo fece scarcerare pagando la cauzione, gli rivelò che Christian, dopo le accuse del figlio, aveva ripreso a bere.
Jack si ritira in Thailandia per parecchi mesi, dove conosce Achara, una ragazza riservata che ha come unico dono quello di riuscire a vedere come le persone sono dentro veramente. Achara gli dice che lui è un vero leader, ma che questo lo rende triste e solo. Jack insiste affinché lei gli tatui quello che ha visto, ma lei segretamente gli scrive sul braccio "Cammina tra di noi, ma non è uno di noi", messaggio che induce quelli che erano i suoi amici locali a picchiarlo e bandirlo dalla nazione. Jack ritorna negli Stati Uniti e riprende il suo lavoro di chirurgo. Un giorno viene informato che suo padre sta eseguendo un'operazione in stato di ubriachezza, durante la quale la paziente muore. Inizialmente Christian riesce a convincerlo a firmare una relazione che scagiona il chirurgo da ogni responsabilità, ma quando Jack scopre che la donna era incinta cambia idea, facendo apparire suo padre come un alcolista cronico e distruggendogli la carriera.
Due mesi dopo la madre di Jack, Margo, gli ordina di trovare e far tornare indietro Christian, esiliatosi in Australia. Jack, infuriato, vola a Sydney per seguire le tracce di suo padre, ma invece trova il suo corpo in un obitorio, essendo morto di un violento attacco cardiaco dopo un abuso di alcool. Jack pianifica di celebrare i funerali negli Stati Uniti, ma ha dei problemi a caricare la bara una volta all'aeroporto. Dopo le iniziali difficoltà, la sua richiesta viene alla fine acconsentita, e Jack spende gli ultimi minuti prima del decollo in una conversazione civettuola con Ana Lucia Cortez. Durante il volo, l'assistente di volo Cindy Chandler gli porta due bottiglie di vodka per farlo rilassare. Jack fa compagnia a Rose Henderson durante l'inizio della turbolenza mentre suo marito Bernard Nadler si trova in bagno. Jack sviene prima dello schianto.

### Prima stagione
Sull'isola, Jack ha sin dall'inizio un ruolo determinante: è lui infatti a prestare i primi soccorsi, immediatamente dopo lo schianto, agli altri sopravvissuti rimasti feriti e a diffondere utili informazioni su come aiutare gli infortunati. Il sesto giorno, salva Boone Carlyle dall'affogamento in mare, ma non riesce a salvare anche Joanna Miller e questo genera in lui dei sensi di colpa. È così che i sopravvissuti iniziano a vedere in Jack il loro leader, nonostante la sua riluttanza a rivestire questa posizione. Nei giorni successivi Jack non riesce a dormire, probabilmente per lo stress generato dalla situazione, ed inizia ad avere l'allucinazione di suo padre. Seguendola nella cava egli ritrova la bara di Christian imbarcata sull'aereo, ma essa è vuota. Nel frattempo Jack decide di assecondare le richieste dei sopravvissuti e, dopo un confronto sulla sua leadership con John Locke nella giungla, fa un discorso al gruppo ripercorrendo come sono riusciti a resistere sull'isola. Durante il discorso Jack dice: "si vive insieme, si muore soli", frase che diventerà il suo motto e verrà riproposta in alcune occasioni da altri sopravvissuti. Informa inoltre il gruppo della presenza sull'isola di una grotta con una sorgente d'acqua scoperta durante la perlustrazione dell'isola condotta nei giorni successivi allo schianto.
Insieme a Kate Austen inizia ad esortare la gente ad andare alle grotte, ma i naufraghi non sanno se rimanere sulla spiaggia ed avere più possibilità di essere avvistati mantenendo acceso il fuoco, o se spostarsi alle grotte, dove vi è più riparo e acqua dolce. Il gruppo, in base alle scelte dei singoli, si divide in due: Jack, Locke, Charlie, Hurley, Jin e Sun si spostano alle grotte, mentre Kate, Sawyer, Sayid, Michael, Walt, Shannon e Boone rimangono sulla spiaggia.
Alle grotte Jack continua ad occuparsi dei sopravvissuti fino al rapimento di Claire e Charlie operato da Ethan. Jack e Kate si mettono alla caccia di Ethan, ma durante l'inseguimento si separano. Jack si imbatte in lui e viene picchiato. Dopo essersi ricongiunto con Kate trova Charlie in fin di vita e prontamente lo rianima.
Il ventisettesimo giorno, Locke porta un'incosciente Claire da Jack. Lei sembra aver perso la memoria, e Jack le racconta tutto quello che è accaduto da quando si sono schiantati. Quella notte Scott, uno dei sopravvissuti, viene ucciso da Ethan. Questo avvenimento, insieme alle minacce che lo stesso Ethan ha rivolto a Charlie, induce Jack, Sawyer, Kate, Locke e Sayid a costruire una trappola per catturare Ethan, utilizzando Claire come esca. Il piano va a buon fine, ma nonostante le intenzioni fossero di catturare Ethan vivo per interrogarlo, Charlie apre il fuoco uccidendolo.
Successivamente, Locke porta alle grotte da Jack un Boone in condizioni critiche, e Sun e Jack si adopereranno tutta la notte per tentare di salvarlo. L'indomani mattina Jack informa Shannon che suo fratello è morto.
Il giorno dopo Sayid conduce Jack alla botola scoperta da Locke (il Cigno). La mattina arriva alla spiaggia Danielle Rousseau per allertare i sopravvissuti che gli Altri stanno arrivando; inoltre racconta di più dei suoi trascorsi sull'isola. Poco dopo si alza una colonna di fumo nero in lontananza. Jack e gli altri mostrano la botola alla Rousseau e le chiedono se conosce un modo per aiutarli ad aprirla. Danielle si offre di condurli a una nave inglese naufragata sull'isola, la Roccia Nera, al cui interno si trova della dinamite. Con lei vanno Jack, Kate, Locke, Hurley e Artz. Una volta lì la Rousseau si allontana e Jack, Kate e Locke entrano nella nave da un'apertura presente su un fianco della nave. Mentre i sopravvissuti tentano di maneggiare con molta cautela la dinamite, Artz è troppo incauto e si fa saltare in aria. I rimanenti sopravvissuti lasciano la nave con parecchi candelotti di dinamite. Durante il loro ritorno alla botola, Locke viene attaccato da una nuvola di fumo, ma Jack e Kate lo salvano lanciando della dinamite verso il fumo. Jack, Kate, Hurley e Locke arrivano alla botola di notte e, dopo aver piazzato la dinamite, la fanno esplodere.

### Seconda stagione
Jack rifiuta di scendere all'interno della botola e dice a Locke e Kate di non entrare. I due disubbidiscono ed entrano. Jack lo farà poco dopo, e troverà John preso ostaggio da Desmond Hume, il quale ha vissuto all'interno del bunker gli ultimi tre anni. Egli mostrerà ai tre un video di orientamento della stazione, ma fuggirà quando Kate danneggia il computer. A seguito della fuga di Desmond, Jack e Locke stabiliscono dei turni per sostituire il ruolo di Desmond che prevedeva digitare i numeri 4, 8, 15, 16, 23, 42 in un computer ogni 108 minuti. Un giorno, mentre Jack e Kate stanno giocando a golf, arriva Mr. Eko che trasporta Sawyer gravemente ferito. Quest'ultimo viene portato all'interno del bunker, dove Jack trama la vendetta di Shannon (uccisa accidentalmente da Ana Lucia Cortez), prima di cambiare idea avendo appreso le reali circostanze dell'incidente.
Jack trova Locke svenuto all'interno dell'armeria del bunker. Quando entra si trova ad affrontare Michael Dawson, armato e deciso ad andare a cercare suo figlio Walt nella giungla. Jack, Sawyer e Locke (e Kate di nascosto) lo seguono ed incontrano gli Altri, i quali hanno preso in ostaggio Kate costringendo i sopravvissuti ad abbassare le armi e a ritirarsi al campo. Jack, arrabbiato con Kate per averli seguiti, la ignora durante il tragitto verso la spiaggia. Intanto, la Rousseau rivela di aver catturato un membro degli Altri. Jack, Locke e Sayid portano l'uomo, chiamato Henry Gale, dentro il bunker. Durante l'interrogatorio, Gale gioca con i rancori reciproci di Jack e Locke, mettendoli spesso l'uno contro l'altro, prima che Sayid, Ana Lucia e Charlie svelino che Henry Gale è un impostore.
Jack e Kate decidono di raggiungere gli Altri per proporre uno scambio tra Gale e Walt. Poco prima di raggiungere la loro locazione incappano in Michael, ferito ed esausto, e lo portano al Cigno per curarlo. Quando Jack va da Sawyer a chiedergli le pistole apprende da lui le intenzioni di Ana Lucia di uccidere l'impostore Henry Gale. Jack, Kate, Locke e Sawyer si dirigono al Cigno, dove scoprono Ana Lucia morta e Libby e Michael gravemente feriti, colpiti da arma da fuoco. A seguito della morte di Libby, Jack è d'accordo con l'idea di Michael di seguirlo al campo degli Altri. Il gruppo si mette in viaggio il giorno seguente, messo però in guardia da un diffidente Sayid della possibilità che Michael possa essere un traditore. Durante il tragitto Jack, Kate, Sawyer e Hurley vengono sorpresi da un'imboscata e catturati. Hurley viene liberato e costretto a tornare alla spiaggia, e Jack osserva Michael e Walt allontanarsi dall'isola a bordo di una barca.

### Terza stagione
Jack si scopre tenuto in una stanza con vetri murati, dove gli vengono rivolte delle domande da Juliet Burke. Jack si rifiuta categoricamente di collaborare con lei o con Ben e aggredisce la donna, aprendo però una porta che quasi allaga la stazione Idra. Il secondo giorno da prigioniero, Juliet lo convince ad operare Colleen, ma la donna morirà. Durante il funerale Ben rivela a Jack la sua volontà di farsi operare da lui per rimuovere il suo tumore, ma Jack rifiuta di acconsentire alla richiesta. Così Juliet conduce Kate da Jack per farle dire a Jack che se non eseguirà l'operazione gli Altri uccideranno Sawyer. Dopo aver visto attraverso un monitor Sawyer e Kate avere un rapporto sessuale, Jack acconsente a malincuore alla richiesta di Ben. Sotto segrete istruzioni di Juliet, durante l'operazione Jack recide deliberatamente il sacco renale di Ben, tenendolo in ostaggio e rifiutandosi di ricucirlo fino a quando Kate e Sawyer non fossero stati liberati. Dopo una discussione con Ben e Juliet, Jack riprende e porta a termine l'operazione. Jack poi riesce a convincere Ben a non giustiziare Juliet, colpevole di avere ucciso un membro degli Altri (Danny).
Durante il suo periodo alle baracche Jack sembra avere stretto un legame con alcuni degli Altri, in particolar modo con Juliet. Quando Kate tenta di salvarlo, Jack la avverte di essere sotto sorveglianza ed ammette di aver stretto un accordo per tornare a casa. John Locke però ostacola il suo piano distruggendo il sottomarino. Successivamente, Jack viene addormentato dal gas nervino e trovato da Kate. Quest'ultima lo mette al corrente del fatto che le baracche sono state completamente abbandonate, così Jack, Kate, Sayid e Juliet decidono di recarsi alla spiaggia. Jack si mostra protettivo nei confronti di Juliet e interviene quando Sayid tenta di interrogarla. In seguito, Jack e Juliet apprendono la notizia dell'arrivo di Naomi Dorrit. Poco dopo, Jack e Juliet partono alla volta della Rousseau per chiederle di riavere la dinamite.
Una volta ritornati alla spiaggia, Jack e Juliet passeggiano al campo assieme nonostante le diffidenze altrui; Jack è consapevole della volontà di Juliet di rimanere tra loro e di abbandonare quindi il suo ruolo di spia degli Altri. Il giorno dopo, Jack guida gli altri sopravvissuti nella giungla per rivelare loro le sue vere intenzioni: equipaggiare le tende contrassegnate da Juliet per conto degli Altri per fare saltare in aria questi ultimi quando invaderanno il campo la notte seguente. Jack accorda a Sayid, Jin e Bernard di rimanere alla spiaggia come tiratori scelti mentre lui guiderà il resto del gruppo alla torre radio. Durante il tragitto i sopravvissuti credono che il piano alla spiaggia sia fallito (si odono solo due spari anziché i tre previsti), ma Jack insiste per andare avanti. Il gruppo si imbatte in Alex e Ben nella giungla, il quale imbroglia Jack facendogli pensare che Sayid, Jin and Bernard siano morti. Jack prende di nuovo ostaggio Ben e lo porta con loro alla torre. Dopo che Locke uccide apparentemente Naomi, Jack, nonostante Locke lo minacci con una pistola ordinandogli di non farlo, usa il telefono satellitare di Naomi per contattare il cargo.

### Quarta stagione
Il gruppo guidato di Jack incontra gli altri sopravvissuti alla cabina dell'aereo; Jack aggredisce Locke e gli punta la pistola sparandogli, ma l'arma si rivela scarica. Quando Kate ritorna con la notizia della morte di Naomi, Locke spiega che loro hanno bisogno di nascondersi perché l'equipaggio del Kahana è pericoloso. Alcuni sopravvissuti decidono di seguire Locke alle barracche, mentre Jack e Kate restano ad aspettare l'elicottero.
Quando l'elicottero arriva e Daniel Faraday si paracaduta fuori, Jack e Kate corrono nella giungla per incontrarlo. Quando lui e Kate scoprono che la valigetta metallica di Daniel contiene tute Hazmat e maschere antigas, Daniel ammette che salvare i sopravvissuti sull'isola non è il loro obiettivo primario. Jack, Kate, e Daniel poco dopo incontrano un altro uomo della stessa squadra di Daniel, Miles Straume, che immediatamente punta la sua pistola su Jack accusandolo di avere ucciso Naomi. Quando Jack e Kate li portano al corpo di Naomi, Miles accerta che è stata uccisa da Locke. Subito dopo ricevono il segnale di una terza collega, Charlotte Staples Lewis, la quale viene fatta prigioniera da Locke. Loro trovano invece il pilota del team, Frank Lapidus, che li porta all'elicottero. Miles svela a Jack, Kate, Sayid, e Juliet che il loro vero obiettivo è trovare Benjamin Linus. Successivamente, Jack e Juliet inseguono Daniel e Charlotte quando Juliet scopre che questi ultimi sono diretti alla Tempesta.
Una volta lì, Juliet convince Jack e Kate che Daniel e Charlotte hanno appena salvato le loro vite. Juliet spiega a Jack che è cominciata una guerra tra l'equipaggio del Kahana e Ben e che lei crede che alla fine a vincere sarà proprio quest'ultimo. Successivamente, Jack inizia a soffrire di un misterioso dolore allo stomaco, mentre lui e gli altri sopravvissuti scoprono un cadavere che sbarca sulla spiaggia. Faraday chiarisce che quello è il corpo del dottore del Kahana, Ray. Jack, ancora sofferente per il dolore allo stomaco, costringe Faraday ad ammettere che le intenzioni dell'equipaggio del Kahana non sono mai state quelle di trarre in salvo i sopravvissuti.
Nell'episodio Intervento imprevisto, il malanno di Jack culmina nella rottura dell'appendice. Juliet gli dice che vuole operarlo e Jack alla fine acconsente. L'operazione va a buon fine, e mentre ricuce la ferite Juliet parla con Kate, dicendole che Jack l'ha baciata ma che ancora è innamorato di lei. Kate la ringrazia per avergli salvato la vita ed esce dalla tenda. Juliet dice a Jack che sa che sta facendo finta di dormire e lui risponde solamente aprendo gli occhi.
Più tardi, Jack rifiuta di ascoltare i consigli di Juliet circa le sue condizioni ed esce dalla tende cercando del cibo. Successivamente, un elicottero li sorvola, gettando giù uno zaino ed un telefono satellitare. È un messaggio di Lapidus che dovrebbe esortare i sopravvissuti a nascondersi, ma Jack fraintende credendo che debbano seguire l'elicottero. Jack dunque parte con Kate; i due incontrano Sawyer, Aaron e Miles e apprendono della sparizione di Claire e delle vere intenzioni dell'equipaggio del cargo, dopodiché il gruppo si divide. Jack e Sawyer si dirigono verso il team d'assalto di Charles Widmore per salvare Hurley, mentre il resto dei sopravvissuti tornano alla spiaggia. Jack è determinato a portare tutti i sopravvissuti via dall'isola. I due arrivano alla stazione Orchidea, dove Jack ha un'altra accesa discussione con Locke riguardo all'isola. Locke ordina a Jack che se lascia l'isola dovrà mentire circa la reale dinamica dello schianto per proteggere l'isola stessa. Un attimo dopo arriva Ben e procede a spostare l'isola con Locke, augurando prima a Jack un buon ritorno a casa. Jack, Hurley e Sawyer tornano all'elicottero quando Martin Keamy ed il suo team sono già stati sconfitti dagli Altri. I Sei della Oceanic, così come Lapidus e Sawyer, volano via dall'isola senza guardarsi indietro.
Un buco nel serbatoio causa però una perdita di benzina, così Sawyer, nella speranza di alleggerire il carico dell'elicottero, bacia Kate, facendo ingelosire Jack, prima di gettarsi in mare e nuotare indietro fino all'isola. Jack promette a Kate che torneranno a prenderlo.
Una volta vicini alla nave, Desmond prova senza risultati ad impedire all'elicottero di atterrare sul cargo, essendoci lì una bomba a tempo. Jack aiuta a fare il pieno di benzina sull'elicottero, ma solo un numero limitato di persone può ripartire con l'elicottero.  La nave esplde, uccidendo apparentemente Michael e Jin e facendo lanciare stranzianti urla di dolore a Sun. L'elicottero quindi, secondo gli ordini di Jack, ritorna alla volta dell'isola, ma quest'ultima incredibilmente sparisce e i sopravvissuti sono costretti a trovare rifugio in una zattera gonfiabile. Hurley sottolinea il successo di Locke nello spostare l'isola, ma Jack lo apostrofa in modo aggressivo. Quando compare la nave di Penny Widmore che li porterà in salvo, Jack dice agli altri sopravvissuti che dovranno mentire circa lo schianto dell'aereo, come Locke gli ha detto di fare. Kate si dimostra scettica alla proposta, ma Jack le dice che parlerà lui per tutti.  I sopravvissuti passano una settimana sulla barca di Penny, dopo la quale i Sei della Oceanic si fanno lasciare nei pressi dell'Isola Sumba. Prima di lasciare la nave Jack dice a Lapidus che spera di non incontrarlo mai più. Inoltre Jack dà un caloroso addio a Desmond, che gli dice "Ci vediamo in un'altra vita, fratello."

### Quinta stagione

#### Dopo l'isola
Dopo il ritorno negli Stati Uniti d'America, Jack si riabbraccia con sua madre ed inizia una relazione con Kate, la quale ha adottato Aaron in casa propria. La relazione termina quando la madre di Claire incontra Jack al funerale di suo padre e gli dice che sua figlia, Claire, era sul volo 815; inoltre la madre di Claire aggiunge che Christian Shephard era il padre biologico di Claire, il che renderebbe quest'ultima e Jack fratelli nonché Aaron suo nipote. Jack rimane sconvolto.
Qualche tempo dopo aver lasciato l'isola, Jack si sta facendo un drink nel suo appartamento quando vede un inseguimento d'auto in TV, dove si rende presto conto che l'inseguito è Hurley. Poco dopo, Jack si reca al Santa Rosa Mental Health Institute per rassicurarsi sulle condizioni mentali di Hurley nonché per accertarsi che egli non abbia detto niente riguardo agli avvenimenti sull'isola. I due iniziano a giocare a basket. Quando Jack prende la sua giacca e si accinge ad andarsene, Hurley si scusa per avere seguito Locke anziché lui sull'isola e Jack accetta le scuse. Hurley chiede infine a Jack se lasciare l'isola non sia stato un errore ed insiste per tornarvi, ma Jack risponde che non succederà mai; Hurley gli risponde: «Mai dire mai, coso».
Successivamente, Jack partecipa al processo di Kate come testimone, dove afferma che dopo lo schianto lei ha salvato lui ed altri otto uomini inclusi i Sei della Oceanic. Durante il processo dichiara pure di non amare più Kate. Dopo il rifiuto della madre di Kate di testimoniare contro quest'ultima, Kate viene assolta. Quando lascia il tribunale viene avvicinata da Jack, visibilmente emozionato come durante la testimonianza, che le dice che ha mentito alla corte e che lui l'ama ancora. Kate allora gli chiede se vuole seguirla a casa sua, ma Jack trova una scusa per non farlo dicendole però che qualche volta possono uscire assieme. Kate volge uno sguardo esasperato a Jack e gli dice che sa che lui non vuole vedere suo figlio, ed aggiunge che non ci sarà niente tra loro due fin quando Jack non deciderà di voler vedere il bambino.
Successivamente, Jack supera tutte le sue esitazioni e intraprende una seria relazione con Kate. Si comporta anche come patrigno nei confronti di suo nipote Aaron, cambiando completamente la sua mentalità circa la volontà di non vederlo. Poco tempo dopo chiede a Kate di sposarlo, la quale accetta felicemente. Da qui Jack avrà a che fare con una serie di avvenimenti misteriosi. In una visita ad Hurley, quest'ultimo gli dice che ha parlato con Charlie, il quale, tra le altre cose, aveva anche un messaggio per Jack: «Non dovresti crescerlo tu, Jack», riferendosi con ogni probabilità ad Aaron. Dopo, mentre sta per concludere la sua giornata di lavoro, Jack assiste a una breve apparizione di suo padre nella sala d'attesa dell'ospedale. Estremamente turbato, Jack chiede a una delle sue colleghe di prescrivergli del clonazepam, lo stesso farmaco che assume Hurley. Jack inizia a prendere pillole e a bere. Egli ha inoltre un confronto con Kate, rea di alcune azioni ambigue, la quale ammette di stare facendo dei favori a Sawyer, che è ancora sull'isola. Durante l'accesa discussione tra i due Jack, senza volerlo, dice che Aaron non ha nessun legame con lei mentre il bambino si trova per puro caso a sentire l'affermazione.
Tempo dopo, John Locke finisce nell'ospedale dove lavora Jack in seguito ad un incidente d'auto. Locke prova a convincere Jack a ritornare sull'isola raccontandogli delle cose terribili che sono successe dopo che l'hanno lasciata e che la decisione di lasciare l'isola era sbagliata; aggiunge inoltre che lo saluta suo padre Christian. Anche se sembra che la persuasione di Locke non abbia sortito effetto, Jack si convince gradualmente che devono tornare tutti. Poco dopo Locke morirà, sotto lo pseudonimo di Jeremy Bentham.
Sono passati tre anni da quando Jack ha lasciato l'isola e si trova separato da Kate e con una dipendenza dall'alcool e dai farmaci. È sprofondato nella depressione e prova disperatamente a tornare sull'isola per aiutare la gente che vi si trova, come ha detto Locke/Bentham, salendo spesso su degli aerei e sperando di precipitare. Durante un volo egli legge una nota su un quotidiano e rimane profondamente turbato. Una volta atterrato, egli prende la sua macchina e guida fino a percorrere un ponte, rilegge la nota ed inizia a piangere. Jack scende dalla macchina e sale sul cornicione del ponte per buttarsi giù, ma un attimo prima di saltare un incidente d'auto lo distoglie e Jack si sente costretto a trarre in salvo la donna e suo figlio incastrati nelle lamiere. Tornato in ospedale, a Jack fa visita la sua ex moglie Sarah, ora incinta, che gli dice però che è venuta a trovarlo solo perché il suo numero compare ancora nella lista delle chiamate d'emergenza. Il giorno dopo, Jack vuole operare la donna dell'incidente d'auto, ma il primario di chirurgia, il dottor Hamill, lo respinge gentilmente e gli dice di rimanere a casa.
Jack dopo va al funerale di Locke e lì scopre che è stato l'unica persona a farlo. Egli sceglie di non guardare il corpo. Successivamente Jack tenta di ottenere una nuova prescrizione per l'Ossicodone poiché la vecchia è scaduta; Jack si reca in farmacia ma il farmacista gli risponde che non può prescriversi i farmaci da solo, ma Jack prova a spiegarci che quella ricetta è stata scritta da suo padre anch'egli dottore per lui, ma il farmacista continua a rifiutarsi di fornirgli il farmaco. Visibilmente frustrato, Jack barcolla fuori e ritorna in ospedale per rubare alcune confezioni di Ossicodone, ma viene scoperto e affrontato dal dottor Hamill, che lo informa che la donna dell'incidente si è svegliata dopo l'operazione e che ha divulgato la ragione dell'incidente: ha visto un uomo in piedi sul cornicione del ponte in procinto di buttarsi giù. Dopo essere stato accusato di essere ubriaco, Jack dice al primario di portare lì suo padre per vedere quale Shephard è più ubriaco.
Jack lascia rabbiosamente l'ospedale e ritorna nel suo appartamento, che si presenta molto caotico e con una dozzina di mappe raffiguranti l'oceano Pacifico e molti oggetti marcati "Oceanic". Egli dopo chiama Kate chiedendole di incontrarsi all'aeroporto. Durante l'incontro, Jack le dice del funerale, e Kate risponde che lei non aveva ragione di andarci. Jack inoltre aggiunge che sta salendo su aerei che sorvolano il Pacifico ogni venerdì usando un "Golden Pass" fornitogli dalla Oceanic nella speranza di riprecipitare sull'isola, dicendole inoltre che è stato un errore lasciare l'isola, che non erano destinati a farlo e che devono tornare. Kate non concorda e, furiosa e in lacrime, sale in macchina e va via lasciando Jack da solo all'aeroporto.
Subito dopo, Jack ritorna nella stanza che ospita la veglia di Locke/Bentham e sta quasi per aprire la bara quando viene interrotto da Benjamin Linus. Quest'ultimo gli dice che sa che Jack si sta imbarcando su degli aerei nella speranza di precipitare sull'isola e che lo considera molto triste. Inoltre aggiunge che così non può funzionare poiché devono tornare indietro tutti. Jack risponde che è praticamente impossibile riportare indietro tutti gli altri sopravvissuti, ma Ben replica che lo aiuterà lui. Quando i due stanno quasi per abbandonare la stanza Ben gli ricorda che devono tornare tutti, incluso il corpo di John Locke.

#### Il ritorno sull'isola
Adesso certo della necessità di ritornare sull'isola, Jack decide di collaborare con Ben e prepara i tentativi per tentare di convincere il resto dei Sei della Oceanic a ritornare.
Quando Sayid viene attaccato e anestetizzato da un dardo, Hurley lo porta da Jack che lo cura in ospedale. Lì Sayid viene nuovamente attaccato ma riesce ad avere la meglio, e Jack scopre che l'assalitore aveva l'indirizzo di Kate in tasca. Così Jack incontra Kate per metterla in guardia, giungendo alla conclusione che coloro i quali stanno manovrando contro di loro sono gli stessi che vogliono portare via Aaron a Kate. Ma la verità è un'altra e viene a galla quando lui, Kate e Sayid incontrano Ben, il quale rivela che il tutto è un suo piano per convincere Kate a tornare sull'isola. Jack è inorridito e chiarisce di non centrare nulla. Furioso, Sayid va via e, credendo che Jack sia in combutta con il piano di Ben, lo avverte di non volerlo vedere mai più. Anche Kate va via.
Quando Sun si prepara ad uccidere Ben, quest'ultimo le rivela che Jin è ancora vivo e che può provarlo. Ben porta i due dalla madre di Daniel Faraday, Eloise Hawking. Durante il tragitto in auto Sun ripete la sua volontà di uccidere Ben se egli sta mentendo, e Jack aggiunge che lo farà lui dopo quello che ha comminato a Kate. Arrivanti nel luogo dove si trova Eloise, Jack e Sun sono scioccati nel trovare lì un'altra stazione del Progetto DHARMA, Il Lampione. Eloise spiega che lo scopo della stazione è quello di predire dove l'isola trovi, essendo la stessa soggetta a continui spostamenti. Inoltre, essa rivela a Jack che il volo Ajira Airways 316 passerà attraverso una "finestra" spazio-temporale che conduce sull'isola e che quindi lui e gli altri sopravvissuti devono prendere quel volo. Eloise infine dice a Jack in privato che Locke si è suicidato così da poter essere un "sostituto" per Jack, riferendosi alla bara col cadavere di Christian Shephard presente sul volo 815. Eloise spiega che per tornare sull'isola le condizioni del nuovo volo devono riprodurre quanto più perfettamente possibile quelle di tre anni prima, così Jack deve dare a Locke qualcosa di appartenente a suo padre.
Ritornato a casa, Jack scopre Kate nella sua stanza. La donna gli chiede se lui è ancora intenzionato ad andare, dopodiché i due si baciano e dormono assieme. Il giorno successivo Jack sale a bordo del volo 316 della Ajira Airways diretto a Guam così come Kate, Hurley, Sun, Ben e un ammanettato Sayid. Dopo la partenza viene annunciato il nome del pilota: Frank Lapidus.
Durante il volo l'aereo attraversa una turbolenza e viene colpito da un lampo di luce.

#### 1977
Jack si sveglia nella giungla e trova Hurley e Kate. I tre vengono scoperti da Jin, che li conduce ad un punto d'incontro con Sawyer. Sawyer spiega loro che si trovano nel 1977 e che lui, Jin, Faraday, Miles e Juliet sono stati reclutati dal Progetto DHARMA. Sawyer pretende che Jack, Kate e Hurley fingano di essere delle nuove reclute arrivate col sottomarino per entrare nella DHARMA anche loro. Jack apprende della relazione tra Sawyer e Juliet. Il giorno dopo Sayid viene scovato nella giungla e Sawyer lavora per far credere a tutti che sia un Ostile. Sayid spara a Benjamin Linus, allora dodicenne, e Jack si rifiuta di salvargli la vita, costringendo Sawyer e Kate a portarlo da Richard Alpert e dagli Altri per farlo curare da loro.
Quando Daniel Faraday ritorna sull'isola rivela il suo piano di resettare la storia dei sopravvissuti facendo detonare la bomba all'idrogeno, Jughead, all'interno della stazione Cigno. Se il piano dovesse andare in porto il volo 815 non si schianterebbe sull'isola. Credendo che questo sia il suo destino, Jack concorda con il piano di Faraday. La buona riuscita del piano viene però messa a repentaglio quando Daniel viene ucciso da sua madre, Eloise Hawking. Tuttavia quest'ultima, credendo che Daniel sia davvero il suo futuro figlio, decide di aiutare Jack a far esplodere la bomba all'idrogeno.
Con l'aiuto della Hawking, di Sayid e di Richard Alpert, Jack trova la bomba, e i quattro si preparano per farla esplodere al Cigno. Sawyer, Kate,  Juliet però affrontano Jack circa la sua decisione. Jack dice a Sawyer che uno dei motivi per cui vuole resettare la storia è il fatto che abbia perso Kate. La motivazione non convince Sawyer che, infuriato, inizia a picchiarsi con Jack. La lite viene fermata dall'intervento di Juliet; ora tutti sono d'accordo con il piano d'azione di Jack.
Jack si avvicina al Cigno con la bomba, ma viene notato da Phil, arrivato come rinforzo per proteggere gli scavi; si scatena così un conflitto a fuoco tra i sopravvissuti e il Progetto DHARMA, ma James riesce a prendere in ostaggio Phil permettendo a Jack di gettare nel foro la bomba, la quale tuttavia non esplode. La sacca è però ormai perforata, e tutti gli oggetti di metallo nell'area cominciano ad essere attratti verso il foro; Juliet viene colpita e accidentalmente avvolta da una catena finendo all'interno del foro e, nonostante gli sforzi di Kate e James per salvarla, vi precipita dentro. Tuttavia, all'ignaro degli altri, riesce a sopravvivere alla caduta, raggiungendo la bomba ancora inesplosa. Juliet comincia così a colpirla con rabbia con le sue ultime forze, fino a farla apparentemente esplodere, lasciando il destino dei sopravvissuti aperto alle speculazioni.
Nel 2007, Sun chiede a Richard Alpert se si ricorda di Jack e degli altri arruolati dal Progetto DHARMA nel 1977, e questo le risponde che si ricorda di loro e che li ha visti morire tutti.

### Sesta stagione

#### 2007
Dopo l'esplosione, Sawyer incolpa Jack per la morte di Juliet. Per salvare Sayid che è ferito mortalmente, Jack lo porta al Tempio, e quando gli Altri non riescono a rianimarlo nella sorgente, Jack gli fa invano un massaggio cardiaco. Sayid resuscita qualche ora dopo, e Dogen, il capo del Tempio, ordina a Jack da dargli una pillola. Sospettoso, Jack prova ad ingoiarla lui stesso e Dogen lo ferma, rivelandogli che era velenosa e che Sayid è stato "infettato". Jack lascia il Tempio per dirigersi al Faro con Hurley, secondo il volere di Jacob. Scopre così che il custode dell'Isola osserva lui e gli altri naufraghi da quando sono bambini.
Lui ed Hurley tornano al Tempio, ma incontrano Richard, che li porta alla Roccia Nera. Richard vorrebbe suicidarsi ma non può farlo per cui chiede a Jack di ucciderlo, accendendo la dinamite. Tuttavia, il viaggio al faro ha in qualche modo accresciuto la fede di Jack, che accende la miccia, ma rimane con Richard nella nave, poiché crede fermamente che questa si spegnerà prima di ucciderli. Infatti la miccia si spegne. I tre ritornano alla spiaggia da Sun, Frank, Miles, Ben e Ilana. Ilana li informa che possono essere i candidati per sostituire Jacob. Jack per breve tempo appoggia il piano di Ilana di far esplodere l'aeroplano, ma Hurley distrugge la loro unica riserva di dinamite. Jack allora si dirige alla Roccia Nera e sul cammino incontra per la prima volta l'Uomo in Nero, il quale gli confessa che quando Jack aveva visto il padre sull'Isola, in realtà aveva visto lui sotto mentite spoglie. Jack si riunisce con Claire, avendo scoperto che sono fratelli da parte di padre. Jack si mette d'accordo con Sawyer per rubare la Elizabeth, per poi rivelare che non crede che debbano lasciare l'Isola. quindi ritorna alla spiaggia e sembra unirsi all'Uomo in Nero.
Jack aiuta l'Uomo in Nero a salvare i suoi amici da Widmore sull'Isola Hydra. Nonostante ciò, aiuta Sawyer a tenere lontano l'Uomo in Nero dal sottomarino di Widmore spingendolo nell'acqua, anche se la sua scelta è di rimanere sull'Isola. Tuttavia, in seguito, vengono attaccati dagli uomini di Widmore, così Jack è costretto ad entrare nel sottomarino con gli altri. Una volta a bordo, Jack si rende conto che l'Uomo in Nero è riuscito a mettere dell'esplosivo C-4 nel suo zaino. Sawyer accidentalmente mette in funzione la bomba, uccidendo Sayid, Jin, e Sun. Sopravvissuti all'esplosione Jack, Kate, Sawyer, e Hurley raggiungono la spiaggia e piangono la perdita dei loro amici. Più tardi si dirigono tutti verso il pozzo dove Desmond è tenuto prigioniero, ma lo spirito di Jacob li intercetta. Lo spirito spiega che uno di loro dovrà rimpiazzarlo e Jack si offre volontario. Dopo una sorta di breve cerimonia, Jack diventa "come" Jacob. Jacob gli mostra come trovare la Sorgente, che lui dovrà proteggere dall'Uomo in Nero.
Sawyer scopre che l'Uomo In Nero ha trovato Desmond, ed i due gruppi si incontrano sul cammino per la stessa destinazione ovvero il Cuore dell'Isola. Jack decide di aiutare l'Uomo in Nero a calare Desmond nella Sorgente, credendo che lui sia l'arma segreta di Jacob. Purtroppo dopo che Desmond ha rimosso una pietra dalla Sorgente, Jack capisce che l'Isola collasserà su se stessa, proprio come l'Uomo in Nero aveva predetto. Quest'ultimo, tuttavia, perde i suoi poteri. Il dottore, perciò, attacca l'Uomo in Nero, che riesce a scappare ma non prima che Jack sia riuscito a ferirlo. Jack lo segue fino a una scogliera, dove i due combattono nella pioggia. L'Uomo in Nero lo ferisce con un coltello al fianco e leggermente al collo, Kate gli spara e Jack calcia il suo corpo fuori dalla scogliera. Jack e Kate si salutano baciandosi e professando l'amore che hanno l'uno per l'altro. Poi Jack saluta per sempre anche Sawyer. Successivamente, Jack torna alla sorgente con Hurley e Ben. Jack nomina Hurley come suo successore per la protezione dell'Isola, poi scende giù alla Sorgente, dove rimette la pietra al suo posto, salvando così l'Isola dall'imminente distruzione. Dopo aver lasciato il cuore dell'Isola, Jack ritorna al campo di bamboo, da dove riesce a vedere i suoi amici scappare con l'aereo dell'Ajira. Muore con Vincent al suo fianco che si assicura che non muoia da solo. La scena della morte ricorda simmetricamente il suo risveglio sull'Isola subito dopo l'incidente.

#### Flash-sideways
Anche nella realtà oltremondana creata dalla bomba fatta esplodere da Juliet alla fine della quinta stagione, Christian muore ubriaco in Australia. Lui e il figlio hanno goduto però di un rapporto migliore. Jack ha anche un figlio, David, la cui dinamica con Jack rispecchia proprio quella col padre, tra la paura e la scarsa comunicazione. L'ex moglie del dottore, inoltre, non è Sarah, ma Juliet, e con lei mantiene un rapporto amichevole.
Durante il volo Oceanic 815 Jack nota un taglio sul collo nel punto in cui l'Uomo in Nero lo aveva accoltellato, ma non ricorda come lo ha ottenuto. Inoltre si ha come l'impressione che riconosca Desmond (che in questo caso è presente sull'aereo) ma Desmond non ha la stessa sensazione. Successivamente Kate si imbatte in lui, prendendogli una penna dal taschino (da usare per liberarsi dalle manette). Charlie si chiude nella toilette, e Jack risponde a una chiamata per un medico. Sfondata la porta, Jack rimuove un sacchetto di eroina dalla gola del musicista. Charlie si sveglia e, ingratamente, dice a Jack che preferiva morire.
Quando l'aereo atterra il service desk Oceanic gli spiega che la compagnia aerea ha perso la bara di suo padre, così chiama la madre di rinviare il funerale. Nell'ufficio bagagli smarriti conversa con Locke, che si trova sulla sedia a rotelle, il quale afferma che lo stato dello spirito dei defunti è più importante della posizione del loro corpo. Jack gli offre un biglietto da visita e un intervento chirurgico anche se la sua condizione di handicap appare permanente, sostenendo che "niente è irreversibile".
In seguito Jack nota una cicatrice sul fianco, anch'essa causata da una pugnalata dell'Uomo in Nero, ed anche stavolta non ne ricorda l'origine. Sua madre gli spiega al telefono che è il frutto di un'appendicectomia e gli chiede di aiutarla a cercare le ultime volontà di Christian. Jack va a prendere David da scuola in ritardo e il ragazzo, tornati a casa, respinge ogni ulteriore tentativo di conversazione. Jack va dalla madre e scopre che nel testamento del padre è citata una sconosciuta: Claire Littleton. Tornando a casa, Jack scopre che David è scomparso. Ascoltando la segreteria telefonica apprende che è impegnato in un provino per una scuola d'arte. Jack va da lui, e l'abilità al pianoforte di David lo commuove. Un altro genitore (Dogen), inoltre, discute con lui circa la relazione con i rispettivi figli. Jack e David tornano in buoni rapporti, e si recano insieme alla lettura delle volontà di Christian Shepard. Il loro avvocato presenta Claire, la sorellastra di Jack, al dottore e a David.
Il suo segnale acustico lo riporta in ospedale per un intervento chirurgico d'urgenza - su John Locke. In seguito, Jack gli rivela che un nuovo trattamento potrebbe curare la sua paralisi. Locke rifiuta l'offerta. Facendo delle indagini Jack trova il padre di Locke in stato catatonico in una casa di cura. Locke rivela al dottore i dettagli del suo incidente, che ha rovinato sia la sua vita che quella del padre, ed ancora una volta rifiuta l'offerta di un'operazione, nonostante l'insistenza di Jack nel voler fargli rinunciare al suo senso di colpa.
Jack nota di nuovo il taglio sul collo il giorno successivo. Dopo aver fatto colazione con David e Claire e discusso di un concerto per quella sera, Desmond gli telefona, presentandosi come un dipendente Oceanic, e dicendo di aver trovato la bara di suo padre. Più tardi quel giorno, Locke comunica al dottore di aver scelto di compiere l'intervento chirurgico. Più tardi, quel giorno, scherza con Locke prima dell'intervento e gli parla della bara ritrovata. Incontra, inoltre, Juliet e da a lei i suoi biglietti per il concerto, dicendo David di portare Claire al suo posto. Dopo aver operato con successo John Locke, il suo taglio ricomincia a sanguinare. Locke si sveglia dal suo inizio l'anestesia e ricorda l'Isola, e quando i due parlano, a Jack tornano brevemente alla memoria il loro tempo passato insieme nella "vera" realtà, ma oppone resistenza a queste reminiscenze, e si rifiuta di credere in Locke, quando gli dice che David non esiste e che gli augura che qualcuno risvegli i suoi ricordi.
Arrivato in ritardo al concerto e incontra Kate, che ha appena riacquisito la memoria dei momenti passati insieme al dottore. Il contatto con la donna accende in Jack un altro lampo di ricordi. Confuso, si lascia condurre alla chiesa del funerale di suo padre. Jack entra in una cappella laterale e trova la bara di Christian. La tocca e alla fine ricorda la sua vita. Si volta e trova accanto a sé suo padre. Si abbracciano, e Christian gli rivela che sono tutti morti e che quello in cui si trovano in quel momento è una sorta di limbo, un punto di transizione per l'aldilà, a cui si può accedere solo dopo essere tornati in contatto con le persone più importanti della propria vita. Jack entra allora nella navata della chiesa dove trova tutti i suoi amici. Jack li saluta, abbracciando Locke, Boone, Hurley e Sawyer. Kate poi lo porta su una panca, e Christian apre le porte della chiesa, lasciando entrare una luce brillante. Kate e Jack si tengono per mano e si guardano consapevoli di essere prossimi ad "andare avanti".

## Episodi dedicati a Jack
| Stagione | Titolo italiano                        | Titolo originale                       | Tipo di flash    |
| -------- | -------------------------------------- | -------------------------------------- | ---------------- |
| 1        | Pilota, prima parte                    | Pilot: Part 1                          | flashback        |
| 1        | Il coniglio bianco                     | White Rabbit                           | flashback        |
| 1        | Inseguimento                           | All the Best Cowboys Have Daddy Issues | flashback        |
| 1        | Non nuocere                            | Do No Harm                             | flashback        |
| 1        | Esodo, prima parte                     | Exodus: Part 1                         | flashback        |
| 2        | Uomo di scienza, uomo di fede          | Man of Science, Man of Faith           | flashback        |
| 2        | Linea di confine                       | The Hunting Party                      | flashback        |
| 3        | Storia di due città                    | A Tale of Two Cities                   | flashback        |
| 3        | Straniero in terra straniera           | Stranger in a Strange Land             | flashback        |
| 3        | Attraverso lo specchio                 | Through the Looking Glass              | flashforward     |
| 4        | Intervento imprevisto                  | Something Nice Back Home               | flashforward     |
| 4        | Casa dolce casa, prima parte           | There's No Place Like Home: Part 1     | flashforward     |
| 4        | Casa dolce casa, seconda e terza parte | There's No Place Like Home: Part 2     | flashforward     |
| 5        | 316                                    | 316                                    | flashpresent     |
| 6        | Los Angeles LA X - 1ª e 2ª parte       | LA X: Parts 1 & 2                      | realtà parallela |
| 6        | Il faro                                | Lighthouse                             | realtà parallela |
| 6        | L'ultima recluta                       | The Last Recruit                       | realtà parallela |
| 6        | Il candidato                           | The Candidate                          | realtà parallela |
| 6        | Quello per cui sono morti              | What they Died For                     | realtà parallela |
| 6        | La fine                                | The End                                | realtà parallela |

## Capacità
Jack è un medico chirurgo specializzato nelle lesioni della colonna vertebrale ed è probabilmente il migliore nel suo settore di tutta Los Angeles. Durante il periodo trascorso sull'Isola si improvvisa medico generico con i sopravvissuti rivelandosi anche un abile pediatra, ortopedico, pneumologo, dermatologo, oncologo ed oculista.
Ha un grande carisma che fa di lui un leader naturale. È in grado di sostenere un combattimento corpo a corpo con individui pericolosi come Ethan e Sawyer rivelandosi un ottimo combattente (dovuto probabilmente all'aver frequentato corsi di boxe e autodifesa). È uno dei pochi sull'Isola in grado di utilizzare le armi da fuoco.
Infine, Jack ha alcune conoscenze in abito aeronautico, apprese grazie a un corso, da cui poi si è ritirato per motivi mai chiariti.